# Hugo Conte
Pour les articles homonymes, voir Conte (homonymie).
Hugo Conte est un joueur de volley-ball argentin né le 14 avril 1963 à Buenos Aires. Il mesure 1,98 m et jouait réceptionneur-attaquant.

## Clubs
| Club                  | Pays      | De        | À         |
| --------------------- | --------- | --------- | --------- |
| Ferrocarril Oeste     | Argentine | 1978-1979 | 1981-1982 |
| AS Cannes             | France    | 1982-1983 | 1982-1983 |
| Santal Parme          | Italie    | 1983-1984 | 1983-1984 |
| Victor Village Ugento | Italie    | 1984-1985 | 1985-1986 |
| Ferrocarril Oeste     | Argentine | 1986-1987 | 1986-1987 |
| Acqua Pozzillo Catane | Italie    | 1987-1988 | 1989-1990 |
| Carimonte Modène      | Italie    | 1990-1991 | 1992-1993 |
| Alpitour Diesel Cuneo | Italie    | 1993-1994 | 1993-1994 |
| Tally Milan           | Italie    | 1994-1995 | 1994-1995 |
| Playa Catane          | Italie    | 1995-1996 | 1997-1998 |
| Ferrocarril Oeste     | Argentine | 1998-1999 | 1999-2000 |
| Maxicono Parme        | Italie    | 2000-     |           |